# Foawr
Die Foawr (oder Fooar) sind ein sagenhaftes Volk von Riesen oder bösartigen Feen auf der Isle of Man und Teilen Schottlands.
Sie werden als riesig und tierhaft, manchmal mit Stier- oder Hirschgeweih beschrieben und lieben es der Sage nach, Lawinen auszulösen, mit Felsbrocken zu werfen und den Bauern das Vieh zu stehlen. In einigen Sagen gelten die Fooar als die Söhne der Cailleach, denen sie als Häuser (oder Gefängnisse) die Berge erbauten.
Am bekanntesten sind die beiden Fooar von Loch Ness, zwei rivalisierende Brüder, die auf zwei gegenüberliegenden Bergen leben, wobei der eine das Licht und der andere die Dunkelheit liebt. Morgens bewirft der Tagesriese seinen verhassten Bruder mit einem hellen Felsen, wodurch der Tag hell wird, am Abend bewirft der andere Bruder seinen Rivalen mit einem schwarzen Felsen, wodurch die dunkle Nacht entsteht. Die Foawr entsprechen den irischen und hochlandschottischen Fórmorach.